# Atractus latifrons
Atractus latifrons — вид змій родини полозових (Colubridae). Мешкає в Південній Америці.

## Поширення і екологія
Atractus latifrons широко поширені на території Бразильської Амазонії, Колумбії, Перу, Болівії, Венесуели, Французької Гвіани і Суринаму. Вони живуть у вологих рівнинних тропічних лісах Амазонії, на висоті до 300 м над рівнем моря. Живляться дощовими черв'яками. Відкладають яйця.